# شيرلوكيانا
شيرلوكيانا (Sherlockiana) هو مصطلح تم استخدامه للإشارة إلى فئات مختلفة من المواد والمحتوى المتعلق بالمحقق الخيالي شيرلوك هولمز، الذي ابتكره آرثر كونان دويل. استُخدمت كلمة «شيرلوكيانا» للدراسات الأدبية والمنح الدراسية المتعلقة بشيرلوك هولمز،  ولقطات شارلوك هولمز في المطبوعات ووسائل الإعلام الأخرى مثل الأفلام،  والتذكارات المرتبطة بشيرلوك هولمز.  يمكن تعريف شيرلوكيانا على أنها «أي شيء يتعلق ب» شيرلوك هولمز أو مستوحى منه أو متعلق به بشكل عرضي.

## الخيال
تمت الإشارة إلى الأعمال الخيالية غير القانونية التي يظهر فيها شيرلوك هولمز، من قبل مبدعين غير آرثر كونان دويل، على أنها أمثلة على «شيرلوكيانا». تشارلز سبنسر، الناقد المسرحي السابق لصحيفة الديلي تلغراف، يستخدم هذا المصطلح للإشارة إلى الإصدارات من رواية البيت من الحرير، المسلسل التلفزيوني شيرلوك، وفيلمين شيرلوك هولمز، شرلوك هولمز وتتمته شيرلوك هولمز: ل لعبة الظلال، كممثل «للعصر الذهبي لشارلوكيانا».

## الدراسات الأدبية
عند استخدام المصطلح للإشارة إلى الدراسات الأدبية، يتضمن «شيرلوكيانا» مقالات وأعمالًا عن شيرلوك هولمز مثل كتاب فينسينت ستاريت عام 1933 بعنوان الحياة الخاصة لشيرلوك هولمز.  تتعلق بعض هذه الدراسات بلعبة شيرلوكيان، وهي هواية لمحاولة حل الانحرافات وتوضيح التفاصيل الضمنية حول هولمز ودكتور واتسون. تم استخدام الكلمة في عنوان موسوعة شيرلوكيانا [الإنجليزية]، الذي نُشر لأول مرة في عام 1977 وأعيد نشره باسم The Ultimate Sherlock Holmes Encyclopedia في عام 1987، وهو نص مرجعي يحتوي على قائمة شاملة لأكثر من 3500 شخص ومكان وأشياء مرتبطة بكون شيرلوك هولمز. المجلة الفصلية بيكر ستريت جورنال تحمل عنوان فصلي غير منتظم من موسوعة شيرلوكيانا.

## التذكارات
تم استخدام مصطلح «شيرلوكيانا» للإشارة إلى الأشياء المتصلة بشيرلوك هولمز. قد تشتمل مجموعات شيرلوكيانا على تسجيلات صوتية ومرئية وكتب ومجلات ومقتطفات من الصحف والفنون والملابس والإعلانات والقرطاسية وأي عناصر أخرى مرتبطة بهولمز.  تحتوي جامعة مينيسوتا على أكبر أرشيف لشارلوكيانا في العالم اعتبارًا من عام 2015، وقد ورث جامع التحف الأمريكي جون بينيت شو جزءًا كبيرًا منه  عند وفاته في عام 1994. 

## الروابط الخارجية
- بيكر ستريت جورنال، فصلية غير منتظمة من شيرلوكيانا
- مجموعة شيرلوك هولمز وشيرلوكيانا في المجموعات الرقمية لمركز هاري رانسوم
- يونيفرسال شيرلوك هولمز نسخة محفوظة 11 نوفمبر 2014 على موقع واي باك مشين. بجامعة مينيسوتا